# Zabrachia magnicornis
Zabrachia magnicornis is een vliegensoort uit de familie van de Stratiomyidae. De wetenschappelijke naam van de soort is voor het eerst geldig gepubliceerd in 1919 door Cresson.